# Comuna Ohaba Lungă, Timiș
Ohaba Lungă (germană Ohabalunga, maghiară Hosszúszabadi) este o comună în județul Timiș, Banat, România, formată din satele Dubești, Ierșnic, Ohaba Lungă (reședința) și Ohaba Română.

## Localizare
Localitatea este situată în partea de NE a județului Timiș, pe DJ 609. Se află la o distanță de 28,8 km de municipiul Lugoj și 88,8 km de municipiul Timișoara.

## Istorie
Ohaba Lungă este atestată documentar pentru prima dată în anul 1440. La 1447 aparținea județul Arad și era proprietatea lui Nicolae Banfy. Se perindă pe la mai mulți proprietari și trece sub administrarea județului Timiș, apoi a județului Hunedoara. În defterurile turcești de la sfârșitul secolului XVI, începutul secolului XVII, este amintită cu numele Olah-Ohaba, un argument suplimentar pentru caracterul românesc, continuu. Satul a continuat de-a lungul timpului să fie tradițional românesc.

## Populația (evoluție istorică)
La recensământul din 2002 populația comunei era de 1.225 locuitori. În 2005 populația era estimată la 1.219, în ușoară scădere. Din punct de vedere istoric, populația a evoluat după cum urmează:

## Demografie
Componența etnică a comunei Ohaba Lungă
     Români (87,83%)
     Romi (4,65%)
     Alte etnii (7,52%)
Componența confesională a comunei Ohaba Lungă
     Ortodocși (76,88%)
     Penticostali (12,94%)
     Baptiști (2,32%)
     Alte religii (1,22%)
     Necunoscută (6,64%)
Conform recensământului efectuat în 2021, populația comunei Ohaba Lungă se ridică la 904 locuitori, în scădere față de recensământul anterior din 2011, când fuseseră înregistrați 1.084 de locuitori. Majoritatea locuitorilor sunt români (87,83%), cu o minoritate de romi (4,65%). Din punct de vedere confesional, majoritatea locuitorilor sunt ortodocși (76,88%), cu minorități de penticostali (12,94%) și baptiști (2,32%), iar pentru 6,64% nu se cunoaște apartenența confesională.

## Politică și administrație
Comuna Ohaba Lungă este administrată de un primar și un consiliu local compus din 9 consilieri. Primarul, Gigi Murărescu[*], de la Partidul Social Democrat, este în funcție din octombrie 2020. Începând cu alegerile locale din 2024, consiliul local are următoarea componență pe partide politice:
|  | Partid                           | Consilieri | Componența Consiliului | Componența Consiliului | Componența Consiliului | Componența Consiliului |
|  | -------------------------------- | ---------- | ---------------------- | ---------------------- | ---------------------- | ---------------------- |
|  | Partidul Social Democrat         | 4          |                        |                        |                        |                        |
|  | Alianța Dreapta Unită            | 3          |                        |                        |                        |                        |
|  | Uniunea Ucrainenilor din România | 1          |                        |                        |                        |                        |
|  | Alianța pentru Unirea Românilor  | 1          |                        |                        |                        |                        |

## Vezi și
- Biserica de lemn din Dubești
- Defileul Mureșului (sit de importanță comunitară inclus în rețeaua europeană Natura 2000 în România)

## Galerie de imagini

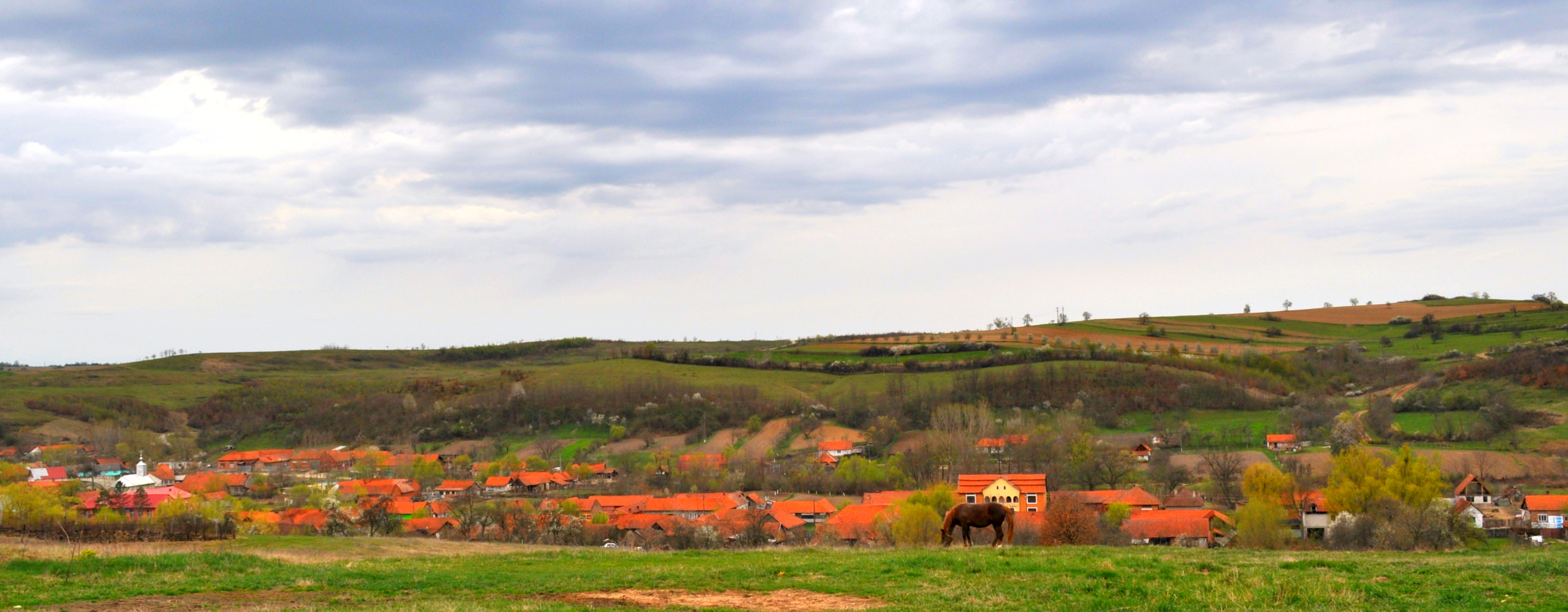
Satul Ohaba Lungă
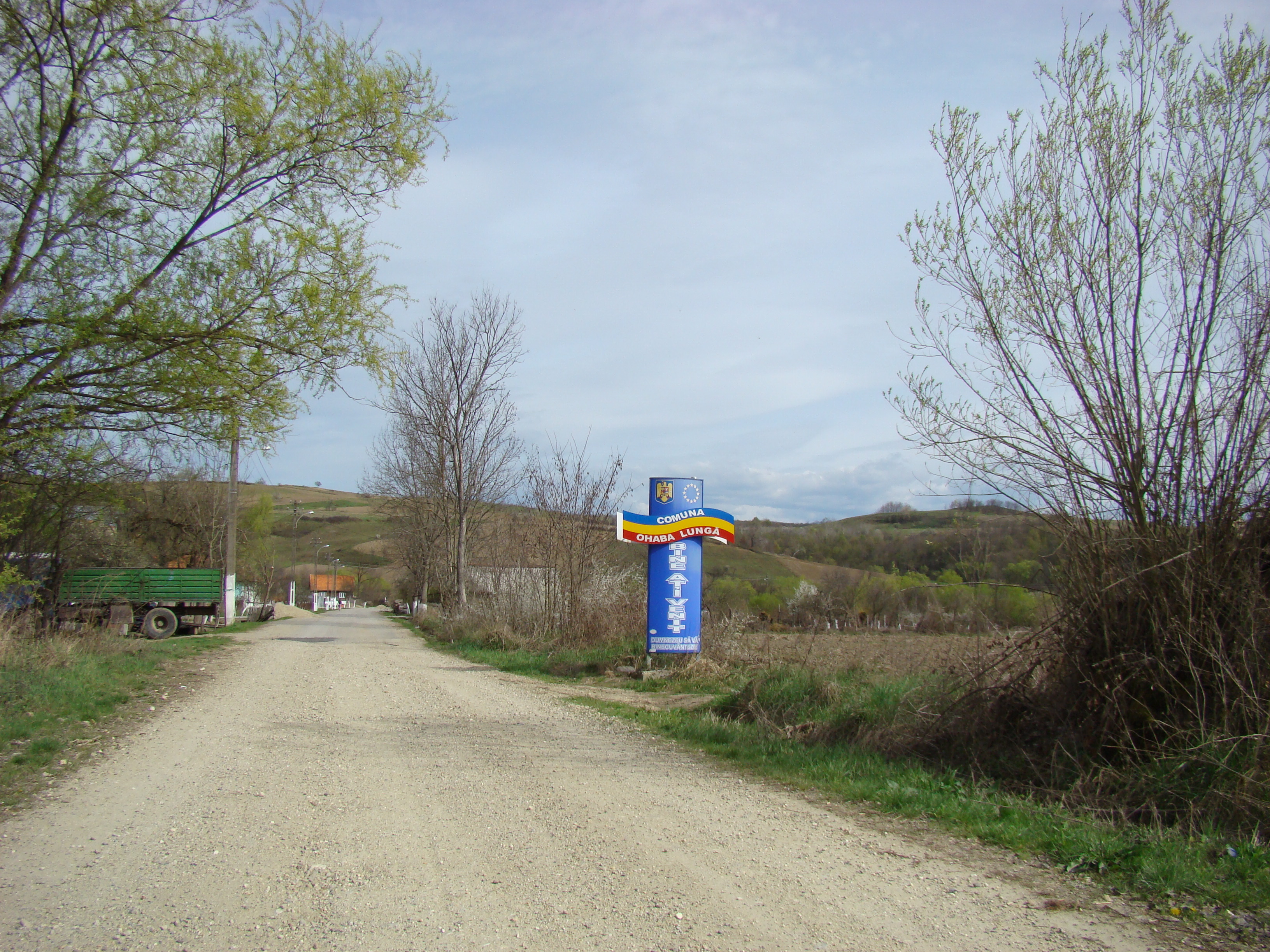
Intrarea în localitate
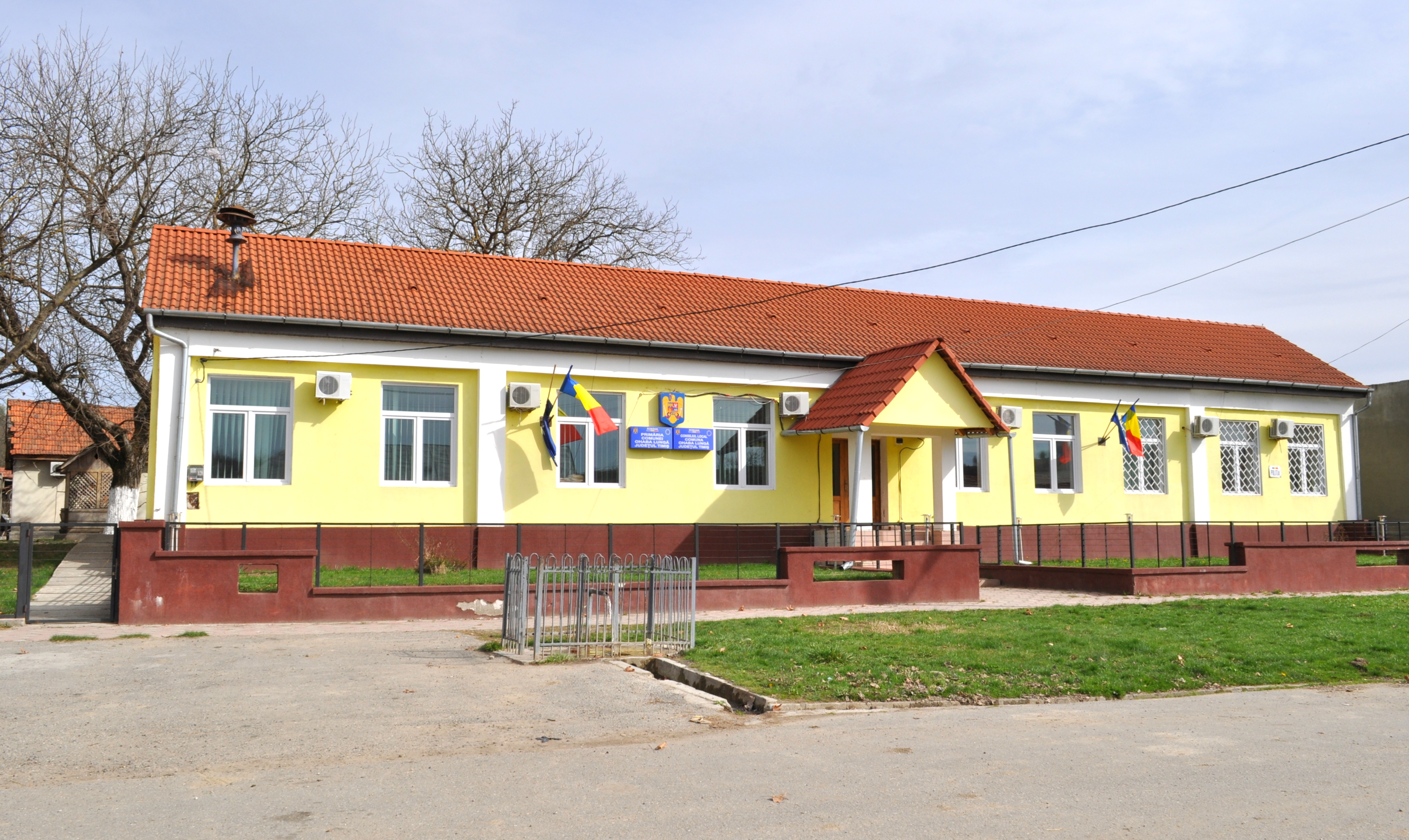
Primăria comunei Ohaba Lungă
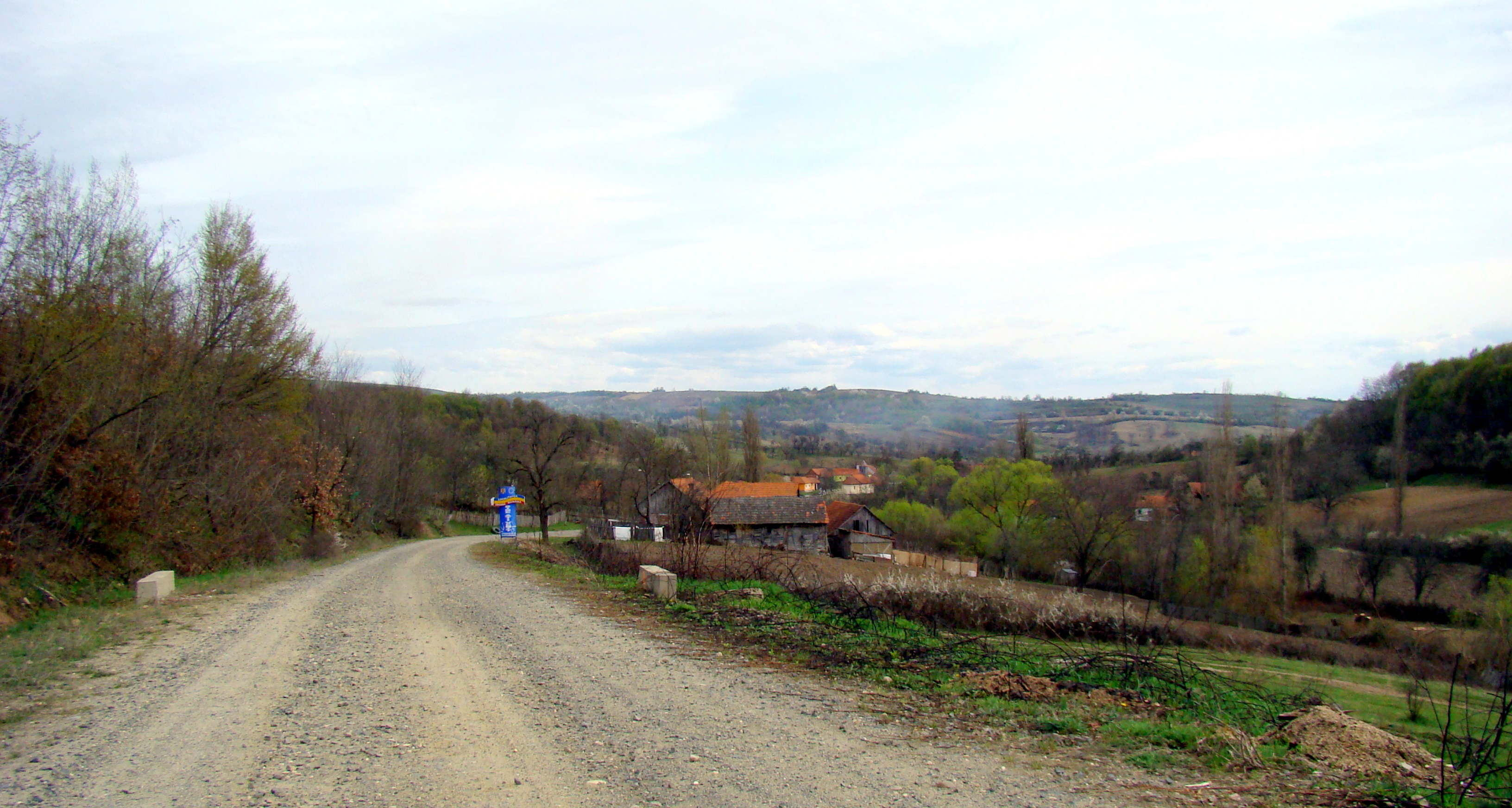
Satul Ohaba Română
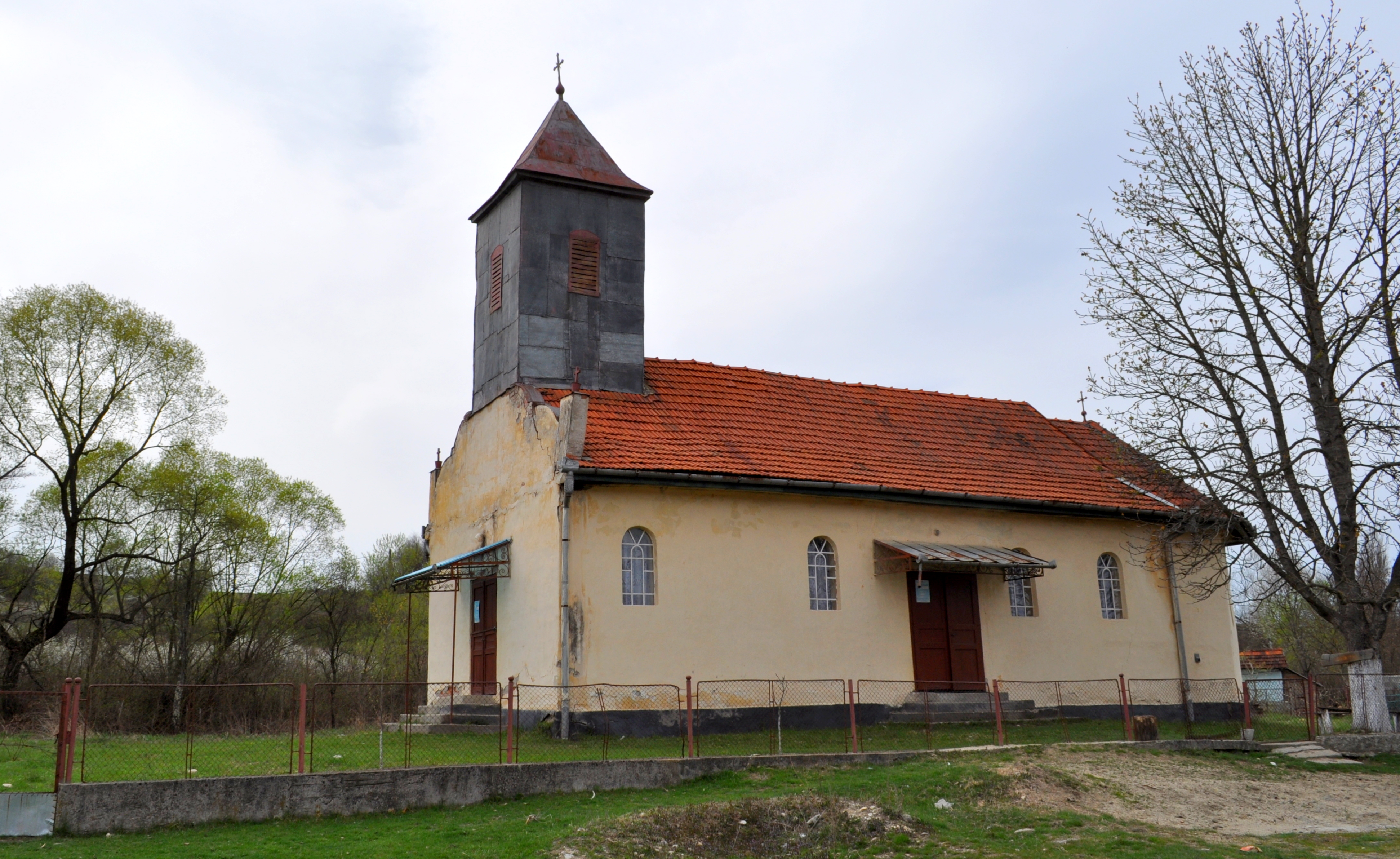
Biserica din Ohaba Română
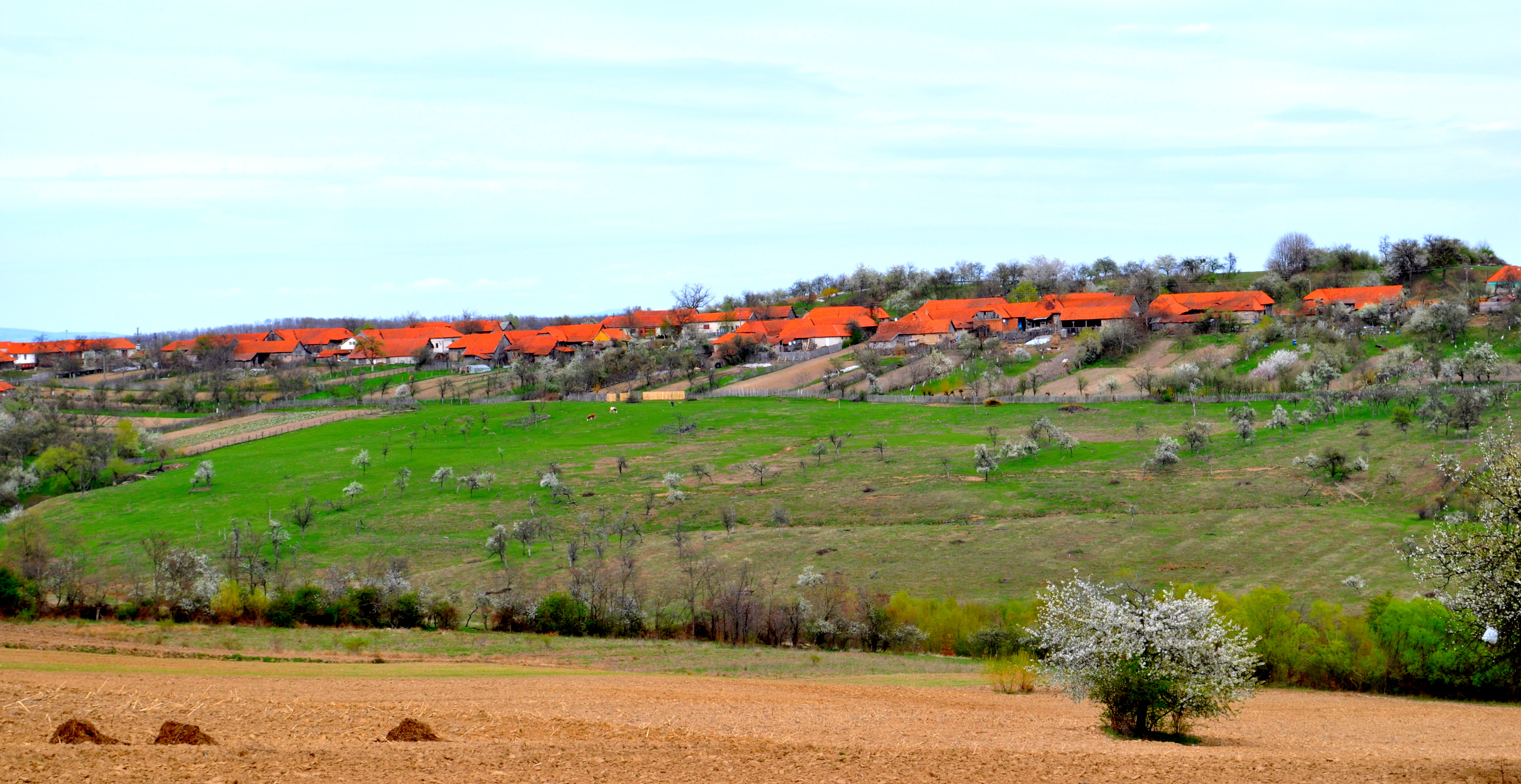
Satul Dubești
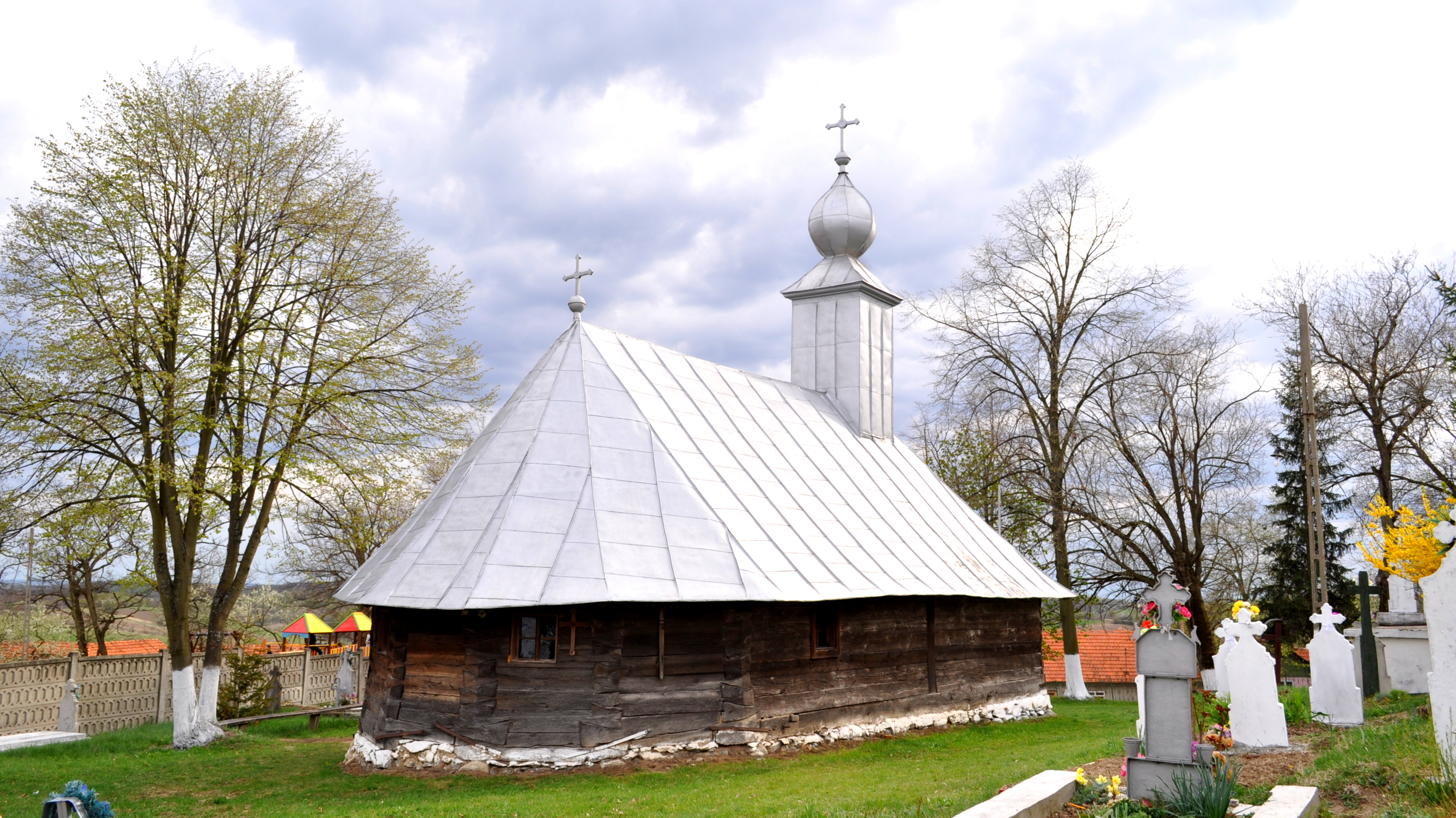
Biserica de lemn din satul Dubești (monument istoric)
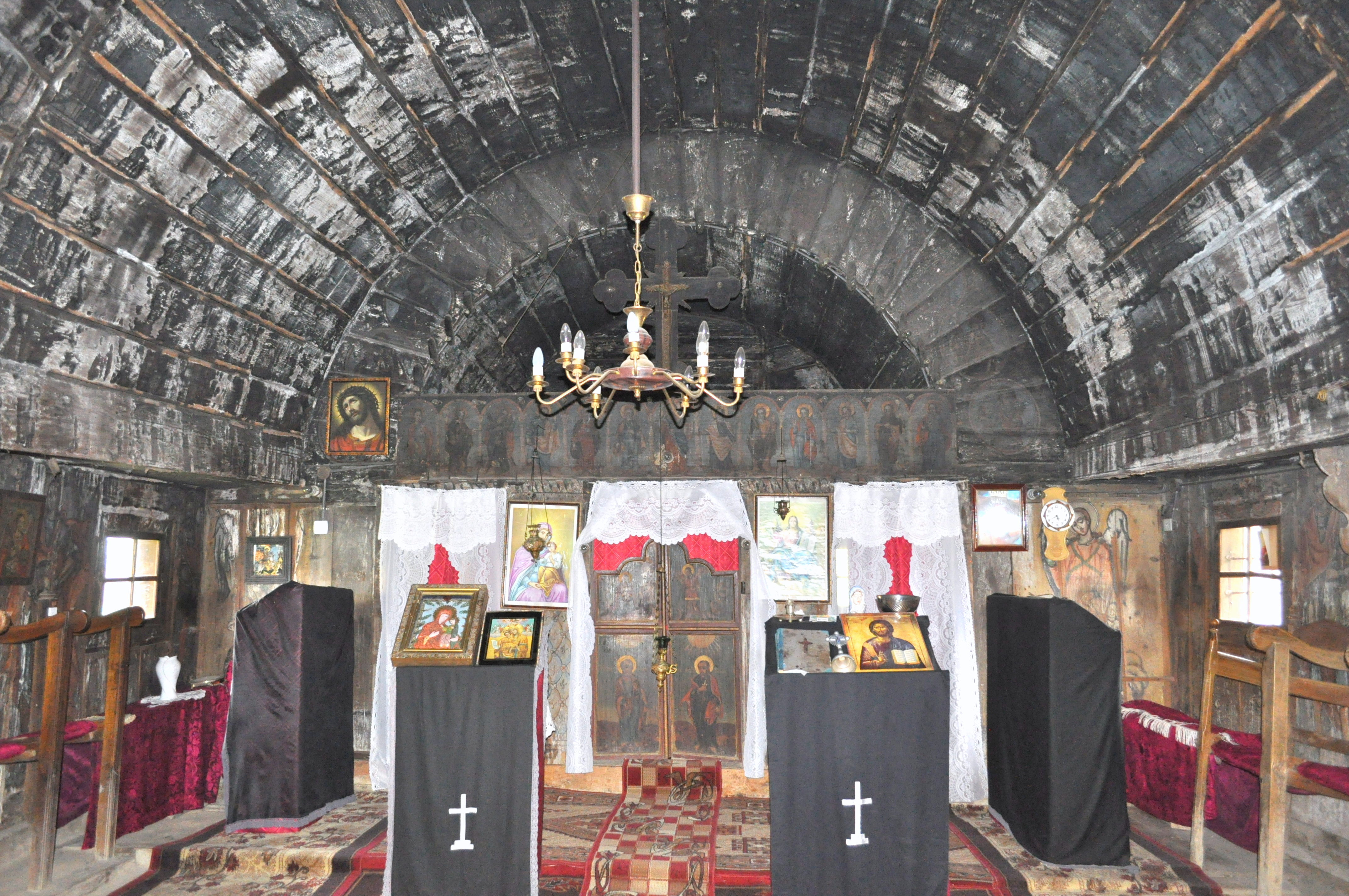
Biserica de lemn din satul Dubești (monument istoric)